# Mathieua galanthoides
Mathieua galanthoides Klotzsch – gatunek roślin z monotypowego rodzaju Mathieua Klotzsch z rodziny amarylkowatych. Uznany za wymarły. Występował w Peru.

## Morfologia
Wieloletnie rośliny zielne, wyrastające z podziemnej cebuli. Liście jajowate, wyrastające na długich ogonkach. Kwiaty zebrane po 2–4 w kwiatostan, wyrastający na głąbiku. Okwiat dzwonkowaty, biały, u nasady rurkowaty, silnie rozszerzony u gardzieli. Pręciki krótko zrośnięte. Szyjka słupka zakończona trójklapowym znamieniem. Owoce i nasiono nieznane.

## Systematyka
Pozycja systematycznaRodzaj z plemienia Stenomesseae (Eucharideae), podrodziny amarylkowych Amaryllidoideae z rodziny amarylkowatych Amaryllidaceae.